# كورفوس جلايف
كورفوس جلايف هو شرير خارق في مارفل كومكس من ابتكار جوناثان هيكمان وجيم تشيونغ،ظهرت الشخصية لأول مرة في مايو 2013.